# Neurolettico

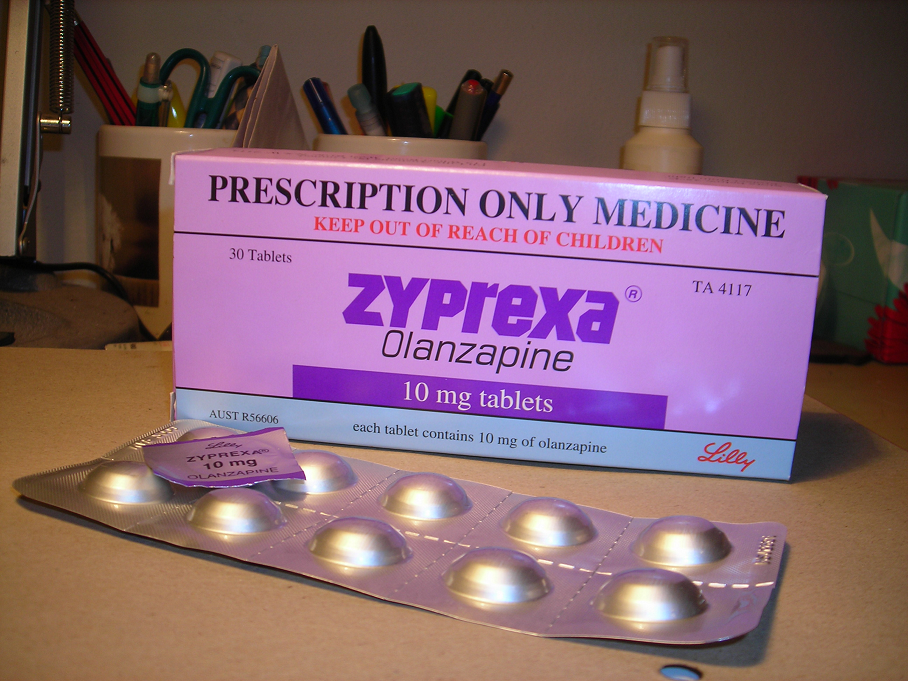
Olanzapina, un esempio di antipsicotico di seconda generazione

I neurolettici (o antipsicotici) sono una famiglia di psicofarmaci utilizzati principalmente per il trattamento delle psicosi anche in fase acuta, della schizofrenia, della fase maniacale del disturbo bipolare, del disturbo borderline di personalità, degli stati di agitazione e in alcuni casi, in aggiunta a un farmaco antidepressivo, del disturbo depressivo e disturbo ossessivo-compulsivo. Vengono anche definiti sedativi maggiori (in contrapposizione alle benzodiazepine dette tranquillanti minori).
Sono storicamente raggruppati in due differenti classi in base al loro meccanismo di azione: quelli di prima generazione e quelli di seconda generazione, i quali presentano generalmente un miglior profilo di effetti collaterali e sono perciò più comunemente prescritti. Negli ultimi anni, una nuova classe di composti definiti antipsicotici di terza generazione, caratterizzati da una farmacologia più complessa, sono entrati nella pratica clinica anche se efficacia e tollerabilità sono ancora in fase di studio.

## Storia

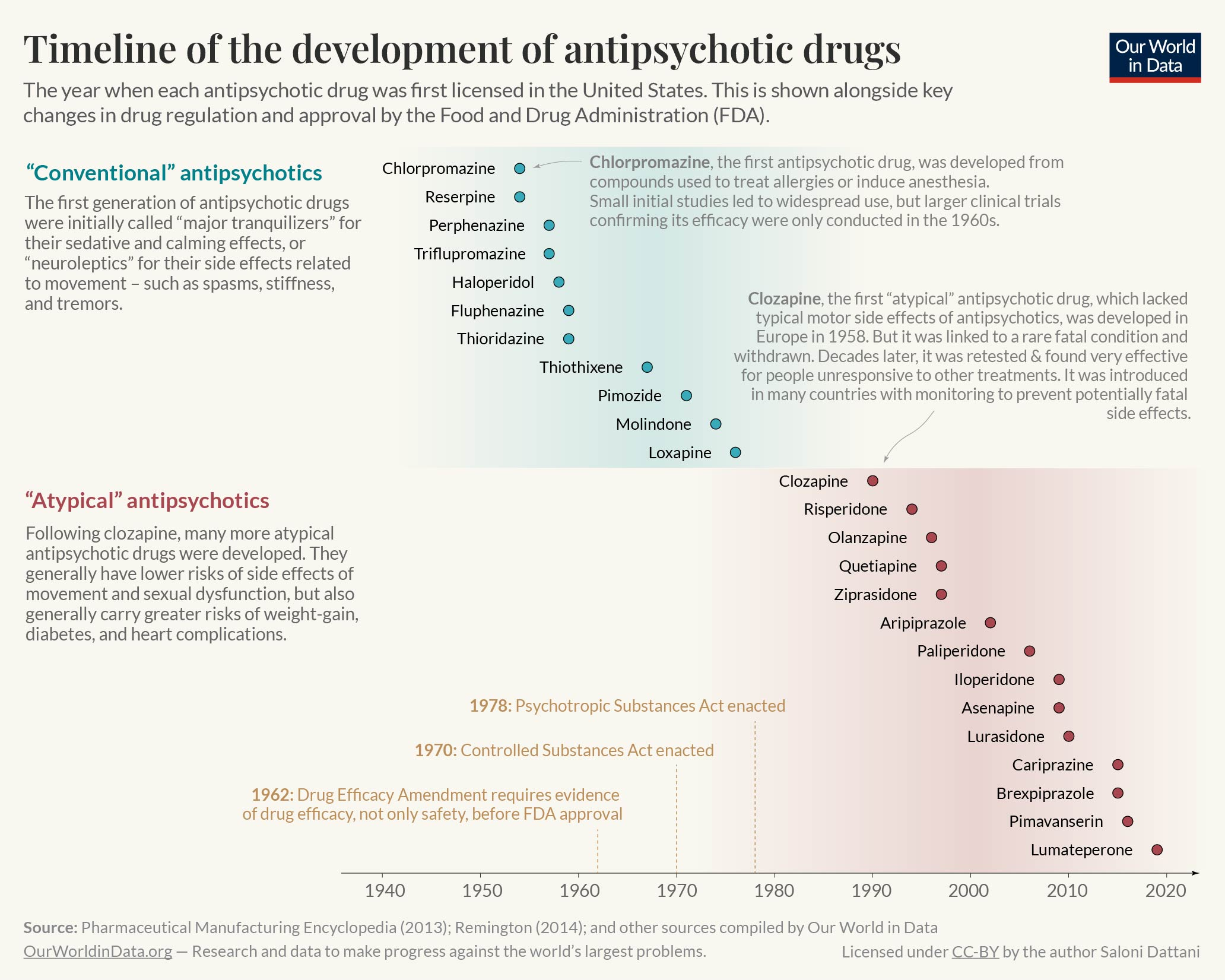
Cronologia dello sviluppo dei farmaci antipsicotici

Nei primi del '900 si scoprì che un derivato dell'anilina, la prometazina, possedeva interessanti proprietà sedative e antiallergiche. Da questa fu sintetizzata la clorpromazina che inizialmente fu utilizzata come sedativo fino a quando il medico francese Henri Laborit non scoprì di essere in grado di indurre una particolare forma di indifferenza agli stimoli ambientali senza alterare particolarmente lo stato di vigilanza (effetto atarassizzante). La clorpromazina fu perciò sperimentata nel trattamento dei diversi stati di agitazione e divenne il primo neurolettico.
A causa dell'enorme successo commerciale della clorpromazina, fu avviata la ricerca dei nuovi neurolettici che nel giro di una decina di anni portò all'individuazione e alla messa a punto delle maggiori classi di antipsicotici oggi definiti "tipici" o di prima generazione: in tutto una ventina di fenotiazine (prodotti assai simili strutturalmente alla clorpromazina) e anche tioxanteni, dibenzazepine, il butirrofenone, le difenilbutilpiperidine e altre ancora.
In seguito si è vista l'introduzione di nuovi antipsicotici, dotati di un'affinità ad ampio spettro per i siti dopaminergici e serotoninergici, definiti perciò "atipici" o di seconda generazione e dotati di un diverso profilo di effetti collaterali: ne fanno parte risperidone, clozapina, olanzapina, quetiapina. Questi nuovi antipsicotici sembrano determinare con frequenza minore i sintomi extra piramidali e sono efficaci nel trattamento dei sintomi sia positivi sia negativi (anche se in misura minore) così come delle psicosi gravi e croniche.
Negli ultimi anni, nuove classi di farmaci definiti genericamente antipsicotici di terza generazione o "multimodali" sono entrati nella pratica clinica e caratterizzati da un ancor più complesso meccanismo di azione. Ne fanno parte aripiprazolo e cariprazina. La loro efficacia e sicurezza è ancora oggetto di approfondimento.

## Indicazioni
Gli antipsicotici sono approvati per le seguenti condizioni:
- Schizofrenia;
- Disturbo schizoaffettivo, comunemente in associazione con un antidepressivo (per la variante di tipo depressivo) e con uno stabilizzante dell'umore (per il sottotipo bipolare);
- Disturbo bipolare, mania acuta ed episodi misti possono essere trattati sia con antipsicotici tipici sia con quelli atipici, anche se sono generalmente preferiti gli atipici dal momento che sembrano avere un miglior profilo di effetti collaterali e secondo recenti ricerche anche una minore tendenza al viraggio dallo stato maniacale a quello depressivo;
- Depressione psicotica, in questo caso è tipica la combinazione di un antipsicotico (generalmente un atipico in bassi dosaggi) con un antidepressivo;
- Depressione resistente ad altri trattamenti (non necessariamente psicotica), in questo caso le ricerche indicano che la combinazione di un antipsicotico (gli atipici sono quelli più frequentemente studiati) con un antidepressivo possono fornire miglioramenti in pazienti scarsamente responsivi ad altri trattamenti.

Oltre alle predette finalità gli antipsicotici sono stati studiati come trattamento aggiuntivo o di seconda scelta (anche se a volte con risultati non definitivi) per il trattamento del disturbo ossessivo-compulsivo (il risperidone in particolare), disturbo post-traumatico da stress, sindrome di Tourette, autismo e agitazione in corso di demenza.
In bassi dosaggi sono utilizzati con discreto successo per il controllo del comportamento impulsivo e dei sintomi cognitivo-percettivi nel disturbo borderline e nella schizotipia; sono poi utili come detto nella sindrome di Tourette e sindromi dello spettro autistico. Tuttavia sono considerati farmaci di seconda linea per via degli effetti collaterali.
Le prove a favore dell'uso degli antipsicotici per altri utilizzi off-label come disturbo ossessivo-compulsivo (con l'eccezione del risperidone), disturbo post-traumatico da stress, demenza e disturbi della personalità sono di scarsa qualità e perciò il loro uso non ne è raccomandato se non come farmaci di ultima scelta, specie quando il rischio di effetti collaterali gravi come disturbi metabolici e cardiocircolatori, del movimento e sedazione sono importanti.
Secondo le ultime ricerche, non sono utili nel trattamento dell'aggressività negli adulti con demenza, nei disturbi del comportamento alimentare e nei disturbi della personalità. Anche se specie quelli con proprietà antistaminiche e sedative sono a volte prescritti per il trattamento dell'insonnia, non sono indicati per tale uso in quanto non vi sono evidenze cliniche a favore del loro impiego. L'interferenza con la trasmissione dopaminergica può poi generare insonnia come effetto collaterale paradosso.
Non sono raccomandati per l'uso nei giovani (se non per psicosi, gravi disturbi pervasivi di personalità, comportamento violento anche nei soggetti con disabilità psichica quando altri trattamenti non hanno sortito benefici). In questi casi si raccomanda la valutazione individuale del farmaco da utilizzare in base, primariamente, al profilo di effetti collaterali e alla tollerabilità per ogni singolo paziente.

### Schizofrenia
L'effetto principale di un trattamento con antipsicotici è quello di ridurre i cosiddetti sintomi "positivi" della schizofrenia, ovvero deliri e allucinazioni. Tuttavia gli studi indicano che conseguentemente all'assunzione di neurolettici, specie quelli di prima generazione, peggiorano gli episodi di apatia, mancanza di affetto emotivo, mancanza di interesse nelle interazioni sociali (sintomi negativi della schizofrenia), mentre dal punto di vista cognitivo si possono avere effetti come pensieri disordinati e una ridotta capacità di pianificare ed eseguire attività. In generale, l'efficacia del trattamento con antipsicotici nella schizofrenia sembra aumentare con la gravità dei sintomi di base. Le applicazioni di questi farmaci nel trattamento della schizofrenia includono il trattamento del primo episodio di psicosi, la successiva terapia di mantenimento e il trattamento di episodi ricorrenti di psicosi acuta.
È doveroso ricordare che i neurolettici non curano il disturbo all'origine, bensì dovrebbero attenuare i sintomi esteriori della malattia, quali deliri, allucinazioni e disforia. L'utilizzo come profilassi in soggetti con sintomi prodromici è utile per ridurre i sintomi del disturbo ma non sembra modificarne in modo significativo il decorso.

### Disturbo bipolare
Gli antipsicotici sono usati comunemente nel trattamento di prima linea degli episodi maniacali e misti associati a disturbo bipolare, spesso in combinazioni con stabilizzanti dell'umore come litio o valproato. Il motivo di questa combinazione è il ritardo terapeutico degli stabilizzatori dell'umore di cui sopra (per ottenere gli effetti terapeutici del valproato sono di solito necessari circa cinque giorni dall'inizio del trattamento, mentre il litio solitamente richiede almeno una settimana prima di dare gli effetti terapeutici).
Alcuni antipsicotici atipici (olanzapina e quetiapina) si ritiene che siano efficaci in monoterapia nel trattamento della depressione bipolare e dei deliri maniacali, cioè senza l'aggiunta di altri farmaci di supporto.

## Somministrazione
Gli antipsicotici possono essere somministrati per via orale, intramuscolare o endovenosa: in particolare le forme farmaceutiche che richiedono iniezione vengono utilizzate o quando è necessario ottenere un rapido effetto per il trattamento delle crisi acute, oppure per la somministrazione dei farmaci depot cioè delle formulazioni a lunghissima durata d'azione che permettono somministrazioni del farmaco molto distanziate nel tempo, da utilizzare ad esempio nel trattamento di pazienti con scarsa aderenza al trattamento.

## Meccanismo di azione
Gli antipsicotici presentano un'azione prevalentemente antidelirante e antiallucinatoria. A dosaggi adeguati riducono il delirio, le allucinazioni, le anomalie comportamentali degli psicotici favorendone il reinserimento sociale. Se assunti da un soggetto non psicotico, non producono uno stato di sedazione quanto piuttosto un'estrema indifferenza agli stimoli ambientali e un fortissimo appiattimento emotivo (effetto atarassizzante).
I siti d'azione principali dei farmaci antipsicotici sono le vie dopaminergiche mesocorticali, tuberoinfibulari e nigrostriatali, in particolare sono di interesse clinico quelle che dal livello mesencefalico si proiettano verso l'area del pensiero situata nella corteccia mentre l'interferenza con le altre è alla base di effetti collaterali come rispettivamente disturbi endocrini e del movimento.
I bersagli sono i recettori della dopamina che vengono inibiti, in particolare è il blocco dei recettori D2 post sinaptici a generare i maggiori effetti terapeutici (gli altri target dopaminergici sono i recettori D1, D3, D4).
I farmaci neurolettici vengono classicamente divisi in due categorie:
- I tipici, che hanno una bassa costante di dissociazione e varie potenze d'azione verso i recettori dopaminergici, in particolare sul sottotipo D2 su cui agiscono come potenti antagonisti. Essendo molto attivi in tal senso e poco selettivi per le diverse aree cerebrali, mostrano una maggiore incidenza di effetti collaterali di tipo extrapiramidale. Data la loro efficacia sono spesso preferiti nella gestione delle crisi acute. Si dividono in base alla potenza di legame con il recettore dopaminergico (che non ha nulla a che vedere con l'efficacia terapeutica) in farmaci ad alta potenza (che hanno maggiore incidenza di effetti extrapiramidali ma minore sedazione), media e bassa potenza (che possiedono spesso effetti collaterali anticolinergici che possono però diminuire i disturbi del movimento).
- Gli atipici, sviluppati in modo da migliorare il profilo di effetti collaterali perché esercitano sia un antagonismo verso i recettori dopaminergici, in particolare i D2 per i quali mostrano generalmente una costante di associazione minore rispetto ai neurolettici tipici, sia un antagonismo verso alcuni recettori serotoninergici, in particolare i sottotipi 5HT2A e 5HT2C. Quest'ultime attività si ipotizza possano migliorare sia i sintomi della malattia (nella schizofrenia sembra coinvolta anche un'alterazione dell'attività serotoninergica) sia diminuire l'incidenza di effetti collaterali extrapiramidali per modulazione indiretta del tono dopaminergico, disinibendo il rilascio di dopamina nelle vie nigrostriatriali. Non tutti condividono pienamente questo meccanismo d'azione, dato che la modulazione di altri target neuronali (ad esempio il recettore GHB nelle benzammidi sostituite) o enzimatici (come l'inibizione dell'amminoacido ossidasi da parte del risperidone) sembrano contribuire all'effetto complessivo. Inoltre molti presentano una distribuzione preferenziale proprio nelle aree coinvolte nella genesi del disturbo, migliorando quindi ulteriormente il profilo di effetti collaterali. Sono perciò preferiti, rispetto ai tipici, nelle terapie di mantenimento anche se alcuni studi sembrano indicare un'efficacia leggermente minore.

Recentemente è stata proposta una nuova classe per raccogliere i farmaci come l'aripiprazolo che si comportano come agonisti parziali dei recettori dopaminergici piuttosto che come antagonisti puri, definendoli antipsicotici di terza generazione. Nonostante l'incidenza di effetti collaterali extrapiramidali e discinesia tardiva sia più elevata tra gli antipsicotici di prima generazione, anche nelle altre classi possono comunemente verificarsi tali effetti collaterali.

## Effetti collaterali
Gli effetti collaterali sia di tipo fisico sia di tipo neuropsichiatrico descritti per questa classe di farmaci sono numerosi e a volte irreversibili, perciò la scelta di sottoporre un paziente a un trattamento con antipsicotici deve necessariamente passare per un'attenta valutazione del rapporto rischi-benefici. Per tale motivo si raccomanda di utilizzarli solo nei casi strettamente necessari, alla dose minima e per il tempo minimo necessari, al fine di poter provocare meno effetti collaterali, alcuni dei quali anche potenzialmente gravi come le sindromi metaboliche e i danni neurologici. Tuttavia, specie i farmaci di più recente commercializzazione, sono generalmente ben tollerati e mostrano una buona tollerabilità in particolare nel trattamento a breve e medio termine.
Incidenza e gravità degli effetti collaterali dipendono oltre che dal tipo di molecola utilizzata e dal dosaggio, anche dalla sensibilità individuale e dalla durata del trattamento.
Quelli più comunemente riportati includono:
- Effetti extrapiramidali (tremori, rigidità, movimenti involontari)
- Irrequietezza motoria, lentezza o blocco dei movimenti, rallentamento dell'ideazione e dei riflessi
- Effetti cognitivi (confusione mentale, deficit di attenzione)
- Sedazione (in particolare con clorpromazina, olanzapina, quetiapina)
- Ottundimento emotivo e atarassia
- Effetti anticolinergici (bocca secca, costipazione, visione offuscata)
- Alterazioni endocrine e metaboliche (iperprolattinemia che può causare osteoporosi, galattorrea, ginecomastia; sindromi metaboliche con aumento del rischio di diabete di tipo 2 e aumento di peso specie dopo trattamento prolungato)
- Mal di testa
- Vertigini
- Diarrea
- Ansia
- Tumore alla mammella[24]

Meno comunemente possono verificarsi:
- Osteoporosi[25]
- Disfunzioni sessuali
- Riduzione della massa cerebrale[26]
- Prolungamento dell'intervallo QT
- Effetti extrapiramidali gravi (disartria, parkinsonismo iatrogeno)
- Diabete e insulino-resistenza
- Pancreatite (raramente)
- Torsione di punta (raramente)
- Sindrome neurolettica maligna (raramente)
- Ictus (raramente)
- Trombosi (raramente)
- Epilessia (raramente)

Gli antipsicotici possono provocare anche la discinesia tardiva, una patologia iatrogena spesso irreversibile caratterizzata da movimenti involontari o semivolontari rapidi simili a tic, lente contorsioni muscolari di lingua, volto, collo, del tronco, dei muscoli della deglutizione e della respirazione. Un altro aspetto generalmente poco indagato sono gli effetti collaterali sulla sfera emotiva dei pazienti sottoposti a trattamento che in alcuni casi possono essere confusi come un sintomo della patologia trattata e non identificati come un effetto collaterale della terapia. Questi effetti riguardano soprattutto depressione, attacchi d'ansia (disforia da neurolettici), blocco delle funzioni cognitive, emotive e volitive (che in termini psicoanalitici potrebbe venire descritto come una perdita di funzioni dell'Io).
Altri effetti collaterali riguardano l'incremento del rischio di morte per qualsiasi causa nei pazienti con demenza trattati con antipsicotici. Uno studio ha rilevato che l'istituzione di un trattamento a base di aloperidolo negli anziani conduce a un incremento del rischio di morte del 30% nei sei mesi successivi.

### Risultati delle ricerche scientifiche sugli effetti dei neurolettici sulla massa cerebrale
Diverse ricerche scientifiche indicano l'esistenza di un nesso causale tra l'uso prolungato dei neurolettici e il restringimento della massa cerebrale. Uno studio del 2012 ha evidenziato che la perdita di materia grigia è maggiore nei pazienti trattati cronicamente con i tipici rispetto a quelli trattati con gli atipici, ma in entrambi i casi le variazioni erano evidenziabili. In sintesi gli studi indicano che:
- La diminuzione della materia grigia, a cui si associa un conseguente aumento di volume del fluido cerebrospinale e quindi un potenziale degrado delle funzioni cognitive del paziente, è correlato alla dose assunta e alla durata del trattamento.[32]
- In uno studio effettuato sui macachi, a cui era stato somministrato aloperidolo a dosi elevate, è stata riportata una perdita parziale delle funzioni intellettive con effetti, in alcuni domìni cognitivi, vicini a quelli della demenza.[33][34]
- La risonanza magnetica nucleare permette di visualizzare concretamente i cambiamenti reversibili nel cervello di questi farmaci.[35]
- La diminuzione progressiva del volume di materia grigia era più evidente nei pazienti sottoposti a più trattamenti con antipsicotici. In generale, il numero di trattamenti con antipsicotici, la dose e la durata è direttamente proporzionale alla diminuzione dei volumi di materia grigia.[36][37]

A causa di questi e altri effetti indesiderati, alcuni dei quali potenzialmente non reversibili, l'utilizzo di antipsicotici è sconsigliato al di fuori dei casi strettamente necessari, utilizzandoli per il tempo minimo e alla dose minima efficace. Per quel che riguarda la reversibilità dei danni causati da farmaci neurolettici è necessario sospendere il trattamento per poter avere dei miglioramenti significativi che tuttavia variano a seconda della tipologia di farmaco assunto.

### Disordini metabolici e attività fisica
L'assunzione di farmaci antipsicotici accresce il rischio di disordini metabolici come iperglicemia, aumento di peso e squilibri ormonali. Per contrastare questi rischi, l'ACSM (Associazione Americana Medicina Sportiva) suggerisce un programma d'esercizio fisico di almeno tre sessioni a settimana di 20-60 minuti. I programmi di allenamento strutturati in ambiente supervisionato, seppur in grado di assicurare livelli ottimali di attività fisica, presentano alcuni svantaggi come ad esempio la necessità di personale specializzato, spazi e attrezzature adeguate che comportano dei costi elevati. Un'alternativa valida ai programmi di allenamento strutturati può essere rappresentata dall'introduzione nel proprio stile di vita della pratica sportiva individuale di moderata intensità. Questo tipo di allenamento può risultare più adatto e in definitiva più efficace negli individui con gravi patologie, grazie alla migliore gestione degli spazi individuali, del proprio tempo e anche i minori costi.

## Classificazione

### Antipsicotici tipici o diprima generazione
- Fenotiazine
  - Alifatiche
    - Levomepromazina
    - Clorpromazina
    - Prometazina
    - Promazina

  - Piperaziniche
    - Proclorperazina
    - Perfenazina
    - Perazina

  - Piperidiniche
    - Mesoridazina
    - Tioridazina
- Butirrofenoni
  - Aloperidolo, molto potente ed efficace, associa all'effetto terapeutico un'alta incidenza di effetti collaterali extrapiramidali.
  - Droperidolo
  - Benperidolo
  - Spiperone
  - Melperone
  - Pipamperone
- Tioxanteni
  - Zuclopentixolo
  - Clopentixolo
  - Clorprotixene
  - Tiotixene

### Antipsicotici atipici o diseconda generazione
- Benzammidi
  - Amisulpride, associa l'antagonismo D2 (a basse dosi preferenzialmente presinaptico), all'agonismo per il recettore GHB e al potente antagonismo per il recettore serotoninergico 5-HT7.
  - Levosulpiride
  - Sulpiride
  - Tiapride
- Dibenzodiazepine e Dibenzotiazepine
  - Clozapina, considerato un farmaco di seconda linea per i potenziali effetti collaterali anche gravi.
  - Olanzapina
  - Quetiapina
  - Clotiapina
- Benzisossazoli e Benzisotiazoli
  - Iloperidone
  - Paliperidone
  - Risperidone
  - Ziprasidone
  - Lurasidone

### Terza generazione
- Fenilpiperazine
  - Aripiprazolo, agonista parziale dei recettori D2 e di alcuni sottotipi serotoninergici. La sua efficacia è ancora oggetto di approfondimento.
  - Brexpiprazolo
  - Cariprazina
- Altri
  - Asenapina
  - Blonanserina
  - Pimavanserina

Altri composti che non sono chimicamente o farmacologicamente correlati agli antipsicotici hanno mostrato in diversi studi potenziale neurolettico, tra questi ci sono farmaci approvati per altri disturbi psichiatrici (come il tofisopam) o composti di derivazione naturale come la sarcosina.

## Tabelle comparative

### Comparazione tra tipici e atipici
Nonostante i numerosi studi, non è ancora chiaro se gli antipsicotici tipici forniscano dei vantaggi clinicamente significativi in termini di efficacia e una minore tollerabilità rispetto agli atipici. Il numero di pazienti che abbandonano il trattamento a causa degli effetti collaterali (quando utilizzati a bassi dosaggi) e la compliance terapeutica non mostrano differenze tra tipici e atipici.
Nel 2005 è stato condotto un vasto studio comparativo (CATIE) tra alcuni dei più utilizzati antipsicotici atipici rispetto alla perfenazina (un antipsicotico tipico). Ne è risultato che nessun antipsicotico atipico ha mostrato una maggior efficacia rispetto alla perfenazina, né una minor quantità di effetti collaterali. Tuttavia il numero di pazienti che hanno interrotto il trattamento a causa di effetti collaterali (extrapiramidali) era maggiore tra i trattati con perfenazina che non tra quelli trattati con gli atipici (8% contro 2%). È stata tuttavia sottolineata una differente tollerabilità individuale.
Risperidone, quetiapina, olanzapina e clozapina potrebbero essere, tra gli atipici, i maggiormente efficaci. Clozapina è particolarmente efficace specie per i pazienti che non rispondono ad altri trattamenti ma comporta significativi effetti collaterali per cui è considerata di seconda scelta.
In generale, quelli di prima generazione sembrano comportare un maggior rischio di disturbi del movimento e discinesia tardiva mentre quelli di seconda generazione un più elevato rischio di sindromi metaboliche e diabete. La scelta deve perciò essere effettuata in base alla tollerabilità individuale e al peculiare profilo di effetti collaterali di ogni singola molecola.

### Elenco dei neurolettici
| Principio attivo        | Classe chimica          | Classe   | Nome commerciale          | Anno di lancio | Sviluppatore                         | Riferimenti bibliografici |
| ----------------------- | ----------------------- | -------- | ------------------------- | -------------- | ------------------------------------ | ------------------------- |
| Aloperidolo             | Butirrofenoni           | tipico   | Haldol                    | 1959           | Janssen                              | [ 42 ] [ 43 ]             |
| Amisulpride             | Benzammidi              | discusso | Solian                    | 1986           | Sanofi-Synthélabo                    | [ 42 ] [ 44 ] [ 45 ]      |
| Aripiprazolo            | Fenilpiperazine         | atipico  | Abilify                   | 2002           | Otsuka/Bristol-Myers Squibb          | [ 42 ] [ 43 ]             |
| Aripiprazolo laurossile | Fenilpiperazine         | atipico  | Aristada                  | 2015           | Alkermes                             | [ 46 ]                    |
| Asenapina               | Dibenzossapinopirroli   | atipico  | Saphris/Sycrest           | 2009           | Organon/Merck                        | [ 42 ] [ 47 ]             |
| Benperidolo             | Butirrofenoni           | tipico   | Anquil                    | 1966           | Janssen                              | [ 42 ]                    |
| Blonanserina            | Pirinilpiperazoni       | atipico  | Lonasen                   | 2008           | Sumitomo Dainippon/Mitsubishi Tanabe | [ 42 ] [ 48 ]             |
| Brexpiprazolo           | Fenilpiperazine         | atipico  | Rexulti                   | 2015           | Otsuka/Lundbeck                      | [ 49 ]                    |
| Bromperidolo            | Butirrofenoni           | tipico   | Impromem                  | 1981           | Janssen                              | [ 42 ] [ 43 ]             |
| Cariprazina             | Fenilpiperazine         | atipico  | Vraylar/Reagila           | 2015           | Gedeon Richter/Actavis               | [ 50 ]                    |
| Carpipramina            | Dibenzazepine           | discusso | Defecton/Prazinil         | 1977           | Pierre Fabre                         | [ 42 ]                    |
| Ciamemazina             | Fenotiazine             | discusso | Tercian                   | 1972           | Aventis                              | [ 42 ] [ 51 ]             |
| Clocapramina            | Dibenzazepine           | discusso | Clofekton/Padrasen        | 1974           | Yoshitomi                            | [ 52 ]                    |
| Clopentixolo            | Tioxanteni              | tipico   | Sordinol/Ciatyl           | 1961           | Lundbeck                             | [ 53 ]                    |
| Clorotepina             | Dibenzotiepine          | discusso | Clotepin                  | 1971           | Spofa                                | [ 54 ] [ 55 ]             |
| Clorpromazina           | Fenotiazine             | tipico   | Thorazine                 | 1952           | Rhône-Poulenc/GlaxoSmithKline        | [ 42 ] [ 43 ]             |
| Clorprotixene           | Tioxanteni              | discusso | Truxal                    | 1959           | Roche                                | [ 42 ] [ 43 ] [ 56 ]      |
| Clotiapina              | Dibenzotiazepine        | discusso | Etumine                   | 1966           | Sandoz/Wander                        | [ 57 ] [ 58 ]             |
| Clozapina               | Dibenzodiazepine        | atipico  | Clozaril                  | 1972           | Sandoz-Novartis                      | [ 42 ] [ 43 ]             |
| Droperidolo             | Butirrofenoni           | tipico   | Dridol/Droleptan/Inapsine | 1963           | Janssen-Cilag                        | [ 42 ] [ 59 ]             |
| Flufenazina             | Fenotiazine             | tipico   | Prolixin                  | 1959           | Bristol-Myers Squibb                 | [ 42 ] [ 43 ]             |
| Flupentixolo            | Tioxanteni              | tipico   | Fluanxol                  | 1965           | Lundbeck                             | [ 42 ] [ 60 ]             |
| Fluspirilene            | Difenilbutilpiperidine  | tipico   | Imap                      | 1970           | Janssen                              | [ 42 ]                    |
| Iloperidone             | Benzisossazoli          | atipico  | Fanapt                    | 2010           | Novartis                             | [ 42 ] [ 61 ]             |
| Levomepromazina         | Fenotiazine             | discusso | Nozinan/Levoprome         | 1957           | Rhône-Poulenc                        | [ 42 ] [ 56 ] [ 62 ]      |
| Levosulpiride           | Benzammidi              | discusso | Levopraid                 | 1987           | Abbott                               | [ 42 ]                    |
| Loxapina                | Dibenzossazepine        | discusso | Loxitane/Loxapac          | 1975           | Wyeth                                | [ 42 ] [ 43 ] [ 63 ]      |
| Lurasidone              | Benzisotiazoli          | atipico  | Latuda                    | 2010           | Sumitomo Dainippon/Sunovion          | [ 64 ]                    |
| Melperone               | Butirrofenoni           | discusso | Buronil                   | 1967           | Lundbeck                             | [ 43 ]                    |
| Mesoridazina            | Fenotiazine             | tipico   | Serentil                  | 1967           | Novartis-Boehringer                  | [ 43 ]                    |
| Molindone               | Diidroindoloni          | discusso | Moban                     | 1975           | Abbott                               | [ 43 ]                    |
| Mosapramina             | Dibenzazepine           | discusso | Cremin                    | 1991           | Mitsubishi Pharma                    | [ 42 ]                    |
| Nemonapride             | Benzammidi              | discusso | Emilace/Emirace           | 1991           | Yamanouchi                           | [ 42 ] [ 65 ]             |
| Olanzapina              | Tienobenzodiazepine     | atipico  | Zyprexa                   | 1996           | Lilly                                | [ 42 ] [ 43 ]             |
| Paliperidone            | Benzisossazoli          | atipico  | Invega                    | 2007           | Janssen-Cilag/Johnson & Johnson      | [ 42 ] [ 66 ]             |
| Paliperidone palmitato  | Benzisossazoli          | atipico  | Invega Sustenna/Xeplion   | 2009           | Janssen-Cilag/Johnson & Johnson      | [ 67 ]                    |
| Penfluridolo            | Difenilbutilpiperidine  | tipico   | Semap                     | 1973           | Janssen                              | [ 68 ] [ 69 ]             |
| Perazina                | Fenotiazine             | tipico   | Taxilan                   | 1958           | Promonta                             | [ 70 ]                    |
| Perfenazina             | Fenotiazine             | tipico   | Trilafon                  | 1957           | Schering-Plough                      | [ 42 ] [ 43 ]             |
| Periciazina             | Fenotiazine             | tipico   | Neuleptil/Neulactil       | 1964           | Rhône-Poulenc                        | [ 42 ] [ 71 ]             |
| Perospirone             | Benzisotiazoli          | atipico  | Lullan                    | 2001           | Sumitomo Dainippon/Mitsubishi Tanabe | [ 42 ] [ 72 ]             |
| Pimavanserina           | Dibenzilpiperidinilurea | atipico  | Nuplazid                  | 2016           | ACADIA Pharmaceuticals               | [ 73 ]                    |
| Pimozide                | Difenilbutilpiperidine  | tipico   | Orap                      | 1969           | Janssen                              | [ 42 ] [ 43 ]             |
| Pipamperone             | Butirrofenoni           | discusso | Dipiperon                 | 1961           | Janssen                              | [ 57 ] [ 68 ]             |
| Pipotiazina             | Fenotiazine             | tipico   | Piportil                  | 1973           | Rhône-Poulenc/Aventis                | [ 42 ] [ 74 ]             |
| Proclorperazina         | Fenotiazine             | tipico   | Compazine                 | 1956           | Rhône-Poulenc/GlaxoSmithKline        | [ 42 ] [ 43 ] [ 62 ]      |
| Promazina               | Fenotiazine             | tipico   | Sparine                   | 1956           | Wyeth                                | [ 42 ]                    |
| Protipendile            | Azafenotiazine          | tipico   | Dominal                   | 1960           | Harry/Bernstein                      | [ 75 ]                    |
| Quetiapina              | Dibenzotiazepine        | atipico  | Seroquel                  | 1997           | AstraZeneca                          | [ 42 ] [ 43 ]             |
| Remoxipride             | Benzammidi              | discusso | Roxiam                    | 1990           | AstraZeneca                          | [ 42 ] [ 45 ] [ 43 ]      |
| Risperidone             | Benzisossazoli          | atipico  | Risperdal                 | 1993           | Janssen                              | [ 42 ] [ 43 ]             |
| Sertindolo              | Imidazolidinoni         | atipico  | Serdolect                 | 1996           | Lundbeck                             | [ 42 ] [ 43 ]             |
| Spiperone               | Butirrofenoni           | tipico   | Spiropitan                | 1969           | Eisai                                | [ 76 ]                    |
| Sulpiride               | Benzammidi              | discusso | Dogmatil                  | 1968           | Delagrange/Fujisawa                  | [ 42 ] [ 45 ] [ 43 ]      |
| Sultopride              | Benzammidi              | discusso | Barnetil                  | 1976           | Delagrange/Sanofi-Synthélabo         | [ 42 ] [ 77 ]             |
| Tiapride                | Benzammidi              | discusso | Tiapridal                 | 1975           | Sanofi-Synthélabo                    | [ 42 ]                    |
| Tioridazina             | Fenotiazine             | tipico   | Melleril                  | 1958           | Novartis                             | [ 42 ] [ 43 ]             |
| Tiotixene               | Tioxanteni              | tipico   | Navane                    | 1967           | Pfizer                               | [ 42 ] [ 43 ] [ 78 ]      |
| Trifluoperazina         | Fenotiazine             | tipico   | Stelazine                 | 1958           | GlaxoSmithKline                      | [ 42 ] [ 43 ]             |
| Triflupromazina         | Fenotiazine             | tipico   | Vesprin                   | 1957           | Bristol-Myers Squibb                 | [ 42 ]                    |
| Veralipride             | Benzammidi              | discusso | Agreal                    | 1980           | Sanofi-Synthélabo                    | [ 42 ]                    |
| Ziprasidone             | Benzisotiazoli          | atipico  | Geodon                    | 2000           | Pfizer                               | [ 42 ] [ 43 ]             |
| Zotepina                | Dibenzotiepine          | atipico  | Zoleptil                  | 1982           | Fujisawa                             | [ 42 ] [ 43 ]             |
| Zuclopentixolo          | Tioxanteni              | tipico   | Clopixol/Cisordinol       | 1978           | Lundbeck                             | [ 42 ] [ 53 ] [ 60 ]      |

### Tabella comparativa della tollerabilità delle varie molecole
| Principio attivo | Frequenza sospensione trattamento causa degli effetti collaterali (OR con IC 95% in parentesi) | Effetti anticolinergici | Sedazione              | Disturbi del movimento  | Aumento di peso | Effetti collaterali metabolici | Prolungamento dell'intervallo QTc (OR & IC 95%) | Aumento Prolattina                      | Ipotensione | Note ed effetti collaterali importanti |
| --- | ---------------------------------------------------------------------------------------------- | ----------------------- | ---------------------- | ----------------------- | --------------- | ------------------------------ | ----------------------------------------------- | --------------------------------------- | ----------- | --- |
| Aloperidolo | 0.80 (0.71-0.90)                                                                               | +                       | +                      | +++                     | +               | +/-                            | + (0.11 [0.03-0.19])                            | +++                                     | +           | Prototipo degli antipsicotici di prima generazione a elevata potenza. |
| Amisulpride | 0.43 (0.32-0.57)                                                                               | -                       | -                      | +                       | +               | +/-                            | +++ (0.66 [0.39-0.91] dose dipendente)          | +++/++                                  | -           | Torsione di punta comune in overdose. Considerato tra i più efficaci e meglio tollerabili. Usato in basse dosi per la depressione.                                                                                  |
| Amoxapina | ?                                                                                              | ++                      | ++                     | +/-                     | ++/+            | ++/+                           | ++/+                                            | ++/+                                    | ++/+        | Amoxapina ha anche proprietà antidepressive. Molto tossico in overdose per il rischio di convulsioni e danni ai reni.                                                                                               |
| Aripiprazolo | 0.61 (0.51-0.72)                                                                               | -                       | +                      | +/- (perlopiù acatisia) | +               | +/-                            | - (0.01 [–0.13-0.15])                           | - (può ridurre i livelli di prolattina) | -           | Farmaco di terza generazione. |
| Asenapina | 0.69 (0.54-0.86)                                                                               | -                       | ++                     | +                       | +               | +/-                            | ++/+ (0.30 [–0.04-0.65])                        | +                                       | +           | Ipoestesia orale. Farmacologia molto complessa. |
| Blonanserina | ~0.70                                                                                          | +                       | +                      | ++/+                    | +/-             | +/-                            | -                                               | ++/+                                    | +/-         | Diffuso in nazioni dell'Asia orientale. |
| Clorpromazina | 0.65 (0.50-0.84)                                                                               | +++                     | +++                    | ++                      | ++              | ++                             | ++                                              | +++                                     | +++         | Primo antipsicotico a essere commercializzato, prototipo degli antipsicotici tipici a bassa potenza. |
| Clozapina | 0.46 (0.32-0.65)                                                                               | +++                     | +++                    | -                       | +++             | +++                            | +                                               | -                                       | +++         | Gravi effetti collaterali come agranulocitosi, neutropenia, leucopenia, miocardite, rischio di convulsioni dose dipendente. È considerato il più efficace e riservato solo ai casi resistenti ad altri trattamenti. |
| Droperidolo | ?                                                                                              | +/-                     | +/-                    | +++                     | +/-             | +/-                            | ?                                               | +++                                     | ?           | Usato per lo più per il trattamento della nausea post operatoria. |
| Flufenazina | 0.69 (0.24-1.97)                                                                               | ++                      | +                      | +++                     | +               | +                              | +                                               | +++                                     | +           | Antipsicotico di prima generazione a elevata potenza. |
| Flupentixolo | ?                                                                                              | ++                      | +                      | ++                      | ++              | ++                             | +                                               | +++                                     | +           | Usato in basse dosi per la depressione. |
| Iloperidone | 0.69 (0.56-0.84)                                                                               | -                       | +/-                    | +                       | ++              | ++                             | ++ (0.34 [0.22-0.46])                           | ++/+                                    | +           | Dati limitati. |
| Levomepromazina | ?                                                                                              | +++                     | +++                    | ++/+                    | ++              | ++                             | ?                                               | +++                                     | +++         | Usato anche nel trattamento dell'ansia, dell'agitazione, come antiemetico e analgesico. |
| Loxapina | 0.52 (0.28-0.98)                                                                               | +                       | ++                     | +++                     | +               | +/-                            | ?                                               | +++                                     | ++          | Dati limitati. |
| Lurasidone | 0.77 (0.61-0.96)                                                                               | -                       | -                      | ++/+                    | -               | -                              | - (–0.10 [–0.21-0.01])                          | ++/+                                    | -           | Potenzialmente utile per i sintomi cognitivi. |
| Melperone | ?                                                                                              | -                       | +/-                    | -                       | +/-             | +/-                            | ++                                              | -                                       | ++/+        | Alcuni piccoli studi ne hanno mostrato il potenziale nel trattamento dei casi resistenti ad altri trattamenti di schizofrenia. Non è utile nel trattamento delle psicosi nel contesto del morbo di Parkinson.       |
| Molindone | ?                                                                                              | -                       | ++/+                   | +                       | -               | -                              | ?                                               | +++                                     | +/-         | Sospeso dal commercio, è correlato a un'inusuale perdita di peso. |
| Olanzapina | 0.46 (0.41-0.52)                                                                               | +                       | ++                     | +                       | +++             | +++                            | + (0.22 [0.11-0.31])                            | +                                       | +           | Dati limitati. |
| Paliperidone | 0.48 (0.39-0.58)                                                                               | -                       | -                      | ++/+ (dose dipendente)  | ++              | +                              | - (0.05 [–0.18-0.26])                           | +++                                     | ++          | Metabolita attivo del risperidone, con le stesse avvertenze e indicazioni. |
| Perazina | 0.62 (0.40-1.10)                                                                               | ?                       | ?                      | ?                       | ?               | ?                              | ?                                               | ?                                       | ?           | Dati limitati. |
| Perfenazina | 0.30 (0.04-2.33)                                                                               | +                       | +                      | +++                     | +               | +                              | +                                               | +++                                     | +           | Potente antiemetico. |
| Periciazina | ?                                                                                              | +++                     | +++                    | +                       | ++              | +                              | ?                                               | +++                                     | ++          | Utile anche nel trattamento dell'ansia. |
| Perospirone | ?                                                                                              | +/-                     | +                      | ++/+                    | +/-             | ?                              | -                                               | ++/+                                    | -           | Causa elevata incidenza di effetti collaterali extrapiramidali. |
| Pimozide | 1.01 (0.30-3.39)                                                                               | +                       | +                      | +                       | +               | +                              | +++                                             | +++                                     | +           | Antipsicotico di prima generazione a elevata potenza. |
| Pipotiazina | ?                                                                                              | ++                      | ++                     | ++                      | ++              | +                              | ?                                               | +++                                     | ++          | Utilizzato solo nel Regno Unito. |
| Proclorperazina | ?                                                                                              | ?                       | ?                      | +++                     | ?               | ?                              | +                                               | +++                                     | ?           | Usato principalmente come antiemetico. |
| Quetiapina | 0.61 (0.52-0.71)                                                                               | ++/+                    | ++                     | -                       | ++              | ++/+                           | + (0.17 [0.06-0.29])                            | -                                       | ++          | Il suo profilo di legame è stato descritto come hit and run. Causa perciò con minore frequenza iperprolattinemia e disturbi del movimento.                                                                          |
| Remoxipride | ?                                                                                              | -                       | +/-                    | -                       | +/-             | +/-                            | -                                               | -                                       | -           | Ritirato per il rischio di effetti collaterali a carico del sistema ematopoietico. |
| Risperidone | 0.53 (0.46-0.60)                                                                               | -                       | ++/+ (dose dipendente) | ++                      | ++              | ++/+                           | ++ (0.25 [0.15-0.36])                           | +++                                     | ++          | Dati limitati. |
| Sertindolo | 0.78 (0.61-0.98)                                                                               | -                       | -                      | -                       | ++              | ++/+                           | +++ (0.90 [0.76-1.02])                          | -                                       | +++         | Dati limitati. |
| Sulpiride | 1.00 (0.25-4.00)                                                                               | -                       | -                      | +                       | +               | +/-                            | +                                               | +++/++                                  | -           | Simile ad amisulpiride. |
| Tiapride | ?                                                                                              | -                       | -                      | +                       | +               | +/-                            | +                                               | ++                                      | -           | Scarso rischio sedativo, ansiolitico, scarso rischio disturbi del movimento. |
| Tioridazina | 0.67 (0.32-1.40)                                                                               | +++                     | +++                    | +                       | ++              | ++                             | +++                                             | +++                                     | +++         | Rischio dose dipendente di retinopatia degenerativa. Trova utilità come antiturbercolare ad alta efficacia. |
| Tiotixene | ?                                                                                              | -                       | +                      | +++                     | ++              | ++/+                           | +                                               | +++                                     | +           | Dati limitati. |
| Trifluoperazina | 0.94 (0.59-1.48)                                                                               | +/-                     | +                      | +++                     | +               | +/-                            | ?                                               | +++                                     | +           | Dati limitati. |
| Ziprasidone | 0.72 (0.59-0.86)                                                                               | -                       | ++                     | +                       | -               | -                              | ++ (0.41 [0.31-0.51])                           | ++/+                                    | +           | Dati limitati. |
| Zotepina | 0.69 (0.41-1.07)                                                                               | +                       | +++                    | ++                      | +++/++          | +++/++                         | ++                                              | +++                                     | ++          | Rischio dose dipendente di convulsioni. |
| Zuclopentixolo | ?                                                                                              | ++                      | ++                     | +++                     | ++              | ++                             | ?                                               | +++                                     | +           | Dati limitati. |
| Legenda: OR - Odds ratio IC - Intervallo di confidenza - = non causa/causa una diminuzione di + = causa raramente/causa un leggero aumento di ++ = causa abbastanza comunemente/causa un aumento di +++ = causa molto comunemente/causa un significativo aumento di |                                                                                                |                         |                        |                         |                 |                                |                                                 |                                         |             | |

### Tabella comparativa dell'efficacia delle varie molecole
| Principio attivo | Schizofrenia | Mania                                      | Depressione bipolare | Mantenimento nel disturbo bipolare                                | Depressione                           | Ansia |
| ---------------- | ------------ | ------------------------------------------ | -------------------- | ----------------------------------------------------------------- | ------------------------------------- | ----- |
| Aloperidolo      | ++           | +++                                        | ?                    | ?                                                                 | ?                                     | ?     |
| Amisulpride      | +++          | ?                                          | ?                    | ?                                                                 | +++ (anche nella distimia)            | +++   |
| Aripiprazolo     | ++           | ++                                         | -                    | ++ (previene la mania e gli episodi misti ma non la depressione)  | +++ (in aggiunta a un antidepressivo) | ?     |
| Asenapina        | ++/+         | ++                                         | ?                    | ++                                                                | ?                                     | ?     |
| Clorpromazina    | ++           | ?                                          | ?                    | ?                                                                 | ?                                     | ?     |
| Clozapina        | +++          | ?                                          | ?                    | ?                                                                 | ?                                     | ?     |
| Iloperidone      | +            | ?                                          | ?                    | ?                                                                 | ?                                     | ?     |
| Loxapina         | +++/++       | +++ (solo nel trattamento dell'agitazione) | ?                    | ?                                                                 | ?                                     | ?     |
| Lurasidone       | +            | ?                                          | +++                  | ?                                                                 | ?                                     | ?     |
| Melperone        | +++          | ?                                          | ?                    | ?                                                                 | ?                                     | ?     |
| Olanzapina       | +++          | +++/++                                     | ++                   | ++ (efficace nel prevenire episodi maniacali e ricadute di misti) | ++ (in aggiunta a un antidepressivo)  | ?     |
| Paliperidone     | ++           | +++/++                                     | ?                    | ?                                                                 | ?                                     | ?     |
| Perospirone      | +            | ?                                          | ?                    | ?                                                                 | ?                                     | ?     |
| Quetiapina       | ++           | ++                                         | +++                  | +++                                                               | ++                                    | ?     |
| Risperidone      | +++          | +++                                        | -                    | ++                                                                | +++ (in aggiunta a un antidepressivo) | ?     |
| Sertindolo       | ++           | ?                                          | ?                    | ?                                                                 | ?                                     | ?     |
| Sulpiride        | +++          | ?                                          | ?                    | ?                                                                 | +++ (anche nella distimia)            | +++   |
| Tiapride         | ++           | ?                                          | ?                    | ?                                                                 | ++ (in aggiunta a un antidepressivo)  | ++    |
| Ziprasidone      | ++/+         | +                                          | ?                    | +                                                                 | ?                                     | ?     |
| Zotepina         | ++           | ?                                          | ?                    | ?                                                                 | ?                                     | ?     |

### Farmacodinamica comparata
| Affinità di legame con i recettori (minore è il valore e maggiore è l'affinità) | Affinità di legame con i recettori (minore è il valore e maggiore è l'affinità) | Affinità di legame con i recettori (minore è il valore e maggiore è l'affinità) | Affinità di legame con i recettori (minore è il valore e maggiore è l'affinità) | Affinità di legame con i recettori (minore è il valore e maggiore è l'affinità) | Affinità di legame con i recettori (minore è il valore e maggiore è l'affinità) | Affinità di legame con i recettori (minore è il valore e maggiore è l'affinità) | Affinità di legame con i recettori (minore è il valore e maggiore è l'affinità) | Affinità di legame con i recettori (minore è il valore e maggiore è l'affinità) | Affinità di legame con i recettori (minore è il valore e maggiore è l'affinità) | Affinità di legame con i recettori (minore è il valore e maggiore è l'affinità) | Affinità di legame con i recettori (minore è il valore e maggiore è l'affinità) | Affinità di legame con i recettori (minore è il valore e maggiore è l'affinità) | Affinità di legame con i recettori (minore è il valore e maggiore è l'affinità) | Affinità di legame con i recettori (minore è il valore e maggiore è l'affinità) | Affinità di legame con i recettori (minore è il valore e maggiore è l'affinità) | Affinità di legame con i recettori (minore è il valore e maggiore è l'affinità) | Affinità di legame con i recettori (minore è il valore e maggiore è l'affinità) | Affinità di legame con i recettori (minore è il valore e maggiore è l'affinità) |
| Ki [nM] per recettori umani (se non diversamente specificato) | Ki [nM] per recettori umani (se non diversamente specificato)                   | Ki [nM] per recettori umani (se non diversamente specificato)                   | Ki [nM] per recettori umani (se non diversamente specificato)                   | Ki [nM] per recettori umani (se non diversamente specificato)                   | Ki [nM] per recettori umani (se non diversamente specificato)                   | Ki [nM] per recettori umani (se non diversamente specificato)                   | Ki [nM] per recettori umani (se non diversamente specificato)                   | Ki [nM] per recettori umani (se non diversamente specificato)                   | Ki [nM] per recettori umani (se non diversamente specificato)                   | Ki [nM] per recettori umani (se non diversamente specificato)                   | Ki [nM] per recettori umani (se non diversamente specificato)                   | Ki [nM] per recettori umani (se non diversamente specificato)                   | Ki [nM] per recettori umani (se non diversamente specificato)                   | Ki [nM] per recettori umani (se non diversamente specificato)                   | Ki [nM] per recettori umani (se non diversamente specificato)                   | Ki [nM] per recettori umani (se non diversamente specificato)                   | Ki [nM] per recettori umani (se non diversamente specificato)                   | Ki [nM] per recettori umani (se non diversamente specificato)                   |
| Farmaco | SERT                                                                            | 5-HT1A                                                                          | 5-HT2A                                                                          | 5-HT2C                                                                          | 5-HT6                                                                           | 5-HT7                                                                           | α1A                                                                             | α2A                                                                             | α2C                                                                             | NET                                                                             | D1                                                                              | D2                                                                              | D3                                                                              | D4                                                                              | 5-HT2A/D2                                                                       | H1                                                                              | M1                                                                              | M3                                                                              |
| --- | ------------------------------------------------------------------------------- | ------------------------------------------------------------------------------- | ------------------------------------------------------------------------------- | ------------------------------------------------------------------------------- | ------------------------------------------------------------------------------- | ------------------------------------------------------------------------------- | ------------------------------------------------------------------------------- | ------------------------------------------------------------------------------- | ------------------------------------------------------------------------------- | ------------------------------------------------------------------------------- | ------------------------------------------------------------------------------- | ------------------------------------------------------------------------------- | ------------------------------------------------------------------------------- | ------------------------------------------------------------------------------- | ------------------------------------------------------------------------------- | ------------------------------------------------------------------------------- | ------------------------------------------------------------------------------- | ------------------------------------------------------------------------------- |
| Aloperidolo | 3,256                                                                           | 2,066.83                                                                        | 56.81                                                                           | 4,801                                                                           | 5,133                                                                           | 377.6                                                                           | 12.0                                                                            | 801.5                                                                           | 403                                                                             | 2,112                                                                           | 121.8                                                                           | 0.7                                                                             | 3.96                                                                            | 2.71                                                                            | 81.2                                                                            | 1,698                                                                           | >10,000                                                                         | >10,000                                                                         |
| Amisulpride | >10,000                                                                         | >10,000                                                                         | 8,304                                                                           | >10,000                                                                         | 4,154                                                                           | 73.5                                                                            | >10,000                                                                         | 1,114                                                                           | 1,540                                                                           | >10,000                                                                         | >10,000                                                                         | 2.2                                                                             | 2.4                                                                             | 2,370                                                                           | 3,774.5                                                                         | >10,000                                                                         | >10,000                                                                         | >10,000                                                                         |
| Amoxapina | 58                                                                              | ND                                                                              | 0.5                                                                             | 2.0 (RC)                                                                        | 50                                                                              | 40.21                                                                           | 50                                                                              | ND                                                                              | ND                                                                              | 16                                                                              | ND                                                                              | 20.8                                                                            | 21.0                                                                            | 21.0                                                                            | 0.0240                                                                          | 25                                                                              | 1,000                                                                           | 1,000                                                                           |
| Aripiprazolo | 1,081                                                                           | 5.6                                                                             | 8.7                                                                             | 22.4                                                                            | 642.4                                                                           | 9.97                                                                            | 25.85                                                                           | 74.1                                                                            | 37.63                                                                           | 2,091.5                                                                         | 1,173.5                                                                         | 1.64                                                                            | 5.35                                                                            | 514                                                                             | 5.3                                                                             | 27.93                                                                           | 6,778                                                                           | 4,678                                                                           |
| Asenapina | ND                                                                              | 2.5                                                                             | 0.06                                                                            | 0.03                                                                            | 0.25                                                                            | 0.13                                                                            | 1.2                                                                             | 1.2                                                                             | 1.2                                                                             | ND                                                                              | 1.4                                                                             | 1.3                                                                             | 0.42                                                                            | 1.1                                                                             | 0.0462                                                                          | 1.0                                                                             | 8,128                                                                           | 8,128                                                                           |
| Blonanserina | ND                                                                              | 804                                                                             | 0.812                                                                           | 26.4                                                                            | 41.9                                                                            | 183                                                                             | 26.7 (RB)                                                                       | 530 (RC)                                                                        | ND                                                                              | ND                                                                              | 1,070                                                                           | 0.142                                                                           | 0.494                                                                           | 150                                                                             | 5.72                                                                            | 765                                                                             | 100                                                                             | ND                                                                              |
| DesetilBlonanserina | ND                                                                              | ND                                                                              | 1.28                                                                            | 4.50                                                                            | 5.03                                                                            | 206 (RC)                                                                        | ND                                                                              | ND                                                                              | ND                                                                              | ND                                                                              | 1,020                                                                           | 1.38                                                                            | 0.23                                                                            | ND                                                                              | 0.93                                                                            | ND                                                                              | ND                                                                              | ND                                                                              |
| Clorpromazina | 1,296                                                                           | 2,115.5                                                                         | 4.5                                                                             | 15.6                                                                            | 17.0                                                                            | 28.4                                                                            | 0.28                                                                            | 184                                                                             | 46                                                                              | 2,443                                                                           | 76.3                                                                            | 1.40                                                                            | 4.65                                                                            | 5.33                                                                            | 3.21                                                                            | 3.09                                                                            | 32.3                                                                            | 57.0                                                                            |
| Clozapina | 1,624                                                                           | 123.7                                                                           | 5.35                                                                            | 9.44                                                                            | 13.5                                                                            | 17.95                                                                           | 1.62                                                                            | 37                                                                              | 6.0                                                                             | 3,168                                                                           | 266.3                                                                           | 157                                                                             | 269.1                                                                           | 26.4                                                                            | 0.0341                                                                          | 1.13                                                                            | 6.17                                                                            | 19.25                                                                           |
| NorClozapina | 316.6                                                                           | 13.9                                                                            | 10.9                                                                            | 11.9 (RC)                                                                       | 11.6                                                                            | 60.1                                                                            | 104.8                                                                           | 137.6                                                                           | 117.7                                                                           | 493.9                                                                           | 14.3                                                                            | 94.5                                                                            | 153                                                                             | 63.94                                                                           | 0.115                                                                           | 3.4                                                                             | 67.6                                                                            | 95.7                                                                            |
| Flufenazina | 5,950                                                                           | 1,039.9                                                                         | 37.93                                                                           | 982.5                                                                           | 34.67                                                                           | 8.00                                                                            | 6.45                                                                            | 314.1                                                                           | 28.9                                                                            | 3,076                                                                           | 17.33                                                                           | 0.30                                                                            | 1.75                                                                            | 40.0                                                                            | 126.4                                                                           | 14.15                                                                           | 1,095                                                                           | 1,441                                                                           |
| Flupentixolo | ND                                                                              | 8,028                                                                           | 87.5 (HFC)                                                                      | 102.2 (RC)                                                                      | ND                                                                              | ND                                                                              | ND                                                                              | ND                                                                              | ND                                                                              | ND                                                                              | 3.5                                                                             | 0.35                                                                            | 1.75                                                                            | 66.3                                                                            | 250                                                                             | 0.86                                                                            | ND                                                                              | ND                                                                              |
| Iloperidone | ND                                                                              | 93.21                                                                           | 1.94                                                                            | 147                                                                             | 63.09                                                                           | 112                                                                             | 0.3                                                                             | 160                                                                             | 16.2                                                                            | 1,479                                                                           | 129.32                                                                          | 10.86                                                                           | 10.55                                                                           | 13.75                                                                           | 0.179                                                                           | 12                                                                              | 4,898                                                                           | >10,000                                                                         |
| Loxapina | >10,000                                                                         | 2,456                                                                           | 6.63                                                                            | 13.25                                                                           | 31.0                                                                            | 87.6                                                                            | 31.0                                                                            | 150.9                                                                           | 80.0                                                                            | 5,698                                                                           | 54                                                                              | 28.1                                                                            | 19.33                                                                           | 7.80                                                                            | 0.236                                                                           | 4.90                                                                            | 119.45                                                                          | 211.33                                                                          |
| Lurasidone | ND                                                                              | 6.8                                                                             | 2.0                                                                             | 415                                                                             | ND                                                                              | 0.5                                                                             | 48                                                                              | 1.6                                                                             | 10.8                                                                            | ND                                                                              | 262                                                                             | 1.7                                                                             | ND                                                                              | ND                                                                              | 1.18                                                                            | >10,000                                                                         | >10,000                                                                         | >10,000                                                                         |
| Melperone | ND                                                                              | 2,200 (HB)                                                                      | 230                                                                             | 2,100 (HB)                                                                      | 1,254 (RC)                                                                      | 578 (HB)                                                                        | 180 (HB)                                                                        | 150 (HB)                                                                        | ND                                                                              | ND                                                                              | ND                                                                              | 194                                                                             | 8.95                                                                            | 555                                                                             | 1.186                                                                           | 580                                                                             | >10,000                                                                         | >10,000                                                                         |
| Molindone | ND                                                                              | 3,797                                                                           | 3,773                                                                           | >10,000                                                                         | 1,008                                                                           | 3,053                                                                           | 2,612                                                                           | 1,097                                                                           | 172.6                                                                           | ND                                                                              | ND                                                                              | 6.0                                                                             | 72.5                                                                            | 2,950                                                                           | 628.83                                                                          | 2,130                                                                           | ND                                                                              | >10,000                                                                         |
| Olanzapina | 3,676                                                                           | 2,282                                                                           | 3.73                                                                            | 10.2                                                                            | 8.07                                                                            | 105.2                                                                           | 112                                                                             | 314                                                                             | 28.9                                                                            | >10,000                                                                         | 70.33                                                                           | 34.23                                                                           | 47.0                                                                            | 14.33                                                                           | 0.109                                                                           | 2.19                                                                            | 2.5                                                                             | 56.33                                                                           |
| Paliperidone | 3,717                                                                           | 616.6                                                                           | 0.71                                                                            | 48                                                                              | 2,414                                                                           | 2.7                                                                             | 2.5                                                                             | 17.35                                                                           | 7.35                                                                            | >10,000                                                                         | 41.04                                                                           | 0.7                                                                             | 0.5                                                                             | 54.3                                                                            | 1.104                                                                           | 18.8                                                                            | >10,000                                                                         | >10,000                                                                         |
| Perfenazina | ND                                                                              | 421                                                                             | 5.6                                                                             | 132                                                                             | 17                                                                              | 23                                                                              | 10                                                                              | 810.5                                                                           | 85.2                                                                            | ND                                                                              | ND                                                                              | 0.14                                                                            | 0.13                                                                            | 17                                                                              | 40                                                                              | 8                                                                               | 1,500                                                                           | 1,848                                                                           |
| Pimozide | ND                                                                              | 650                                                                             | 48.35                                                                           | 2,112                                                                           | 71                                                                              | 0.5                                                                             | 197.7                                                                           | 1,593                                                                           | 376.5                                                                           | ND                                                                              | >10,000                                                                         | 1.45                                                                            | 0.25                                                                            | 1.8                                                                             | 33.34                                                                           | 692.2                                                                           | 800 (HB)                                                                        | 1,955                                                                           |
| Proclorperazina | ND                                                                              | 5,900 (HC)                                                                      | 15 (HC)                                                                         | 122                                                                             | 148 (RC)                                                                        | 196 (RC)                                                                        | 23.8 (HB)                                                                       | 1,694.91 (HB)                                                                   | ND                                                                              | ND                                                                              | ND                                                                              | 0.65                                                                            | 2.90                                                                            | 5.40                                                                            | 23.1                                                                            | 18.86 (HB)                                                                      | 555.55 (HB)                                                                     | ND                                                                              |
| Quetiapina | >10,000                                                                         | 394.2                                                                           | 912                                                                             | 1,843                                                                           | 948.75                                                                          | 307.6                                                                           | 22                                                                              | 3,630                                                                           | 28.85                                                                           | >10,000                                                                         | 994.5                                                                           | 379                                                                             | 340                                                                             | 2,019                                                                           | 2.41                                                                            | 6.90                                                                            | 489                                                                             | 1,631.5                                                                         |
| NorQuetiapina | ND                                                                              | 45                                                                              | 48                                                                              | 107                                                                             | ND                                                                              | 76                                                                              | 144                                                                             | 237                                                                             | ND                                                                              | 12                                                                              | 99.8 (RC)                                                                       | 196                                                                             | ND                                                                              | ND                                                                              | 0.245                                                                           | 3.5                                                                             | 38.3 (RC)                                                                       | ND                                                                              |
| Risperidone | >10,000                                                                         | 422.88                                                                          | 0.17                                                                            | 12                                                                              | 2,057.17                                                                        | 6.6                                                                             | 5                                                                               | 16.5                                                                            | 1.3                                                                             | >10,000                                                                         | 243.53                                                                          | 3.57                                                                            | 2.0                                                                             | 4.66                                                                            | 0.0476                                                                          | 20.05                                                                           | >10,000                                                                         | >10,000                                                                         |
| Sertindolo | ND                                                                              | 280                                                                             | 0.39                                                                            | 0.9                                                                             | 5.4                                                                             | 28                                                                              | 1.8                                                                             | 640                                                                             | 450                                                                             | ND                                                                              | ND                                                                              | 2.35                                                                            | 2.30                                                                            | 4.92                                                                            | 0.166                                                                           | 130                                                                             | >5,000                                                                          | 2,692                                                                           |
| Sulpiride | ND                                                                              | >10,000                                                                         | >10,000 (RC)                                                                    | >10,000 (RC)                                                                    | 5,000 (RC)                                                                      | 4,000 (RC)                                                                      | >10,000 (RB)                                                                    | 4,893 (RB)                                                                      | ND                                                                              | ND                                                                              | >10,000                                                                         | 9.80                                                                            | 8.05                                                                            | 54                                                                              | >1,000                                                                          | >10,000 (RB)                                                                    | >10,000 (RB)                                                                    | >10,000 (RB)                                                                    |
| Tioridazina | 1,259                                                                           | 144.35                                                                          | 27.67                                                                           | 53                                                                              | 57.05                                                                           | 99                                                                              | 3.15                                                                            | 134.15                                                                          | 74.9                                                                            | 842                                                                             | 94.5                                                                            | 2.20                                                                            | 1.50                                                                            | 6.00                                                                            | 12.58                                                                           | 16.5                                                                            | 12.8                                                                            | 29                                                                              |
| Tiotixene | 3,878                                                                           | 410.2                                                                           | 50                                                                              | 1,355.5                                                                         | 245.47                                                                          | 15.25                                                                           | 11.5                                                                            | 79.95                                                                           | 51.95                                                                           | >10,000                                                                         | 51                                                                              | 0.12                                                                            | 0.40                                                                            | 203                                                                             | 416.7                                                                           | 8                                                                               | >10,000                                                                         | >10,000                                                                         |
| Trifluoperazina | ND                                                                              | 950                                                                             | 74                                                                              | 378                                                                             | 144                                                                             | 290.8                                                                           | 24                                                                              | 653.7                                                                           | 391.5                                                                           | ND                                                                              | ND                                                                              | 1.12                                                                            | ND                                                                              | 38.1                                                                            | 66.07                                                                           | 63                                                                              | ND                                                                              | 1,001                                                                           |
| Ziprasidone | 112                                                                             | 54.67                                                                           | 0.73                                                                            | 13                                                                              | 60.95                                                                           | 6.31                                                                            | 18                                                                              | 160                                                                             | 68                                                                              | 44                                                                              | 30                                                                              | 4.35                                                                            | 7.85                                                                            | 52.9                                                                            | 0.1678                                                                          | 62.67                                                                           | >10,000                                                                         | >10,000                                                                         |
| Zotepina | 151                                                                             | 470.5                                                                           | 2.7                                                                             | 3.2                                                                             | 6                                                                               | 12                                                                              | 7                                                                               | 208                                                                             | 106                                                                             | 530                                                                             | 71                                                                              | 25                                                                              | 6.4                                                                             | 18                                                                              | 0.108                                                                           | 3.21                                                                            | 18                                                                              | 73                                                                              |
| Legenda: ND - Nessun dato RB - Recettore cervello di ratto RC - Recettore clonato di ratto HB - Recettore cervello umano HC - Recettore corteccia cerebrale umana HFC - Recettore corteccia frontale umana |                                                                                 |                                                                                 |                                                                                 |                                                                                 |                                                                                 |                                                                                 |                                                                                 |                                                                                 |                                                                                 |                                                                                 |                                                                                 |                                                                                 |                                                                                 |                                                                                 |                                                                                 |                                                                                 |                                                                                 |                                                                                 |

### Farmacocinetica comparata
| Farmaco         | Biodisponibilità                                        | Emivita metabolita attivo                                 | Legame con le proteine plasmatiche | Tempo per concentrazione massima                                             | Concentrazione massima                                                                               | Volume di distribuzione                       | Escrezione                                             | Via di somministrazione    | Enzimi responsabili metabolismo | Metaboliti attivi                                                                                         |
| --------------- | ------------------------------------------------------- | --------------------------------------------------------- | ---------------------------------- | ---------------------------------------------------------------------------- | --- | --------------------------------------------- | ------------------------------------------------------ | -------------------------- | ------------------------------- | --- |
| Aloperidolo     | 60-70% (orale)                                          | 10-20 h (singola dose per iniezione IM), 3 sett (depot)   | 92%                                | 2-6 h (orale), 10-20 min (singola dose per iniezione IM), 6–7 giorni (depot) | ? | 8-18 L/kg                                     | feci (15%), urine (30%)                                | orale, IM, IV              | CYP3A4                          | nessuno                                                                                                   |
| Amisulpride     | 48%                                                     | 12 h                                                      | 16%                                | 3-4 h                                                                        | 54 ± 4 ng/mL                                                                                         | 5.8 L/kg                                      | feci (20%), urine (50%)                                | orale                      | ?                               | nessuno                                                                                                   |
| Aripiprazolo    | 87% (orale), 100% (IM)                                  | 75 h (94 h)                                               | 99%                                | 3-5 h                                                                        | ? | 4.9 L/kg                                      | feci (55%), urine (25%)                                | orale, IM (compreso depot) | CYP2D6, CYP3A4                  | DeidroAripiprazolo                                                                                        |
| Asenapina       | 35% (sublinguale)                                       | 24 h                                                      | 95%                                | 0.5-1.5 h                                                                    | 4 ng/mL                                                                                              | 20-25 L/kg                                    | feci (40%), urine (50%)                                | sublinguale                | CYP1A2, CYP2D6, UGT1A4          | nessuno                                                                                                   |
| Blonanserina    | 55%                                                     | 10.7-16.2 h (singola dose), 67.9 h (trattamento ripetuto) | ≥ 99.7%                            | 1.5-2 h                                                                      | 0.14-0.76 ng/mL (singola dose), 0.57 ng/mL (trattamento ripetuto)                                    | 8560-9500 L                                   | feci (30%), urine (59%)                                | orale                      | CYP3A4                          | DesetilBlonanserina                                                                                       |
| Clorpromazina   | 20%                                                     | 30 h                                                      | 92-97%                             | ?                                                                            | ? | 20 L/kg                                       | urine                                                  | orale, IM, IV              | CYP2D6                          | molti metaboliti attivi                                                                                   |
| Clozapina       | 50-60%                                                  | 12 h                                                      | 97%                                | 1.5-2.5 h                                                                    | 102-771 ng/mL                                                                                        | 4.67 L/kg                                     | feci (30%), urine (50%)                                | orale                      | CYP1A2, CYP2D6, CYP3A4          | NorClozapina                                                                                              |
| Droperidolo     | ?                                                       | 2 h (8-12 h)                                              | ?                                  | 60 min (IM)                                                                  | ? | 2 L/kg (adulti), 0.58 L/kg (bambini)          | feci (22%), urine (75%)                                | IM, IV                     | ?                               | nessuno                                                                                                   |
| Flufenazina     | 2.7% (orale)                                            | 14-16 h (orale), 14 giorni (depot)                        | ?                                  | 2 h (orale), 8-10 h (depot)                                                  | ? | ?                                             | feci, urine                                            | orale, IM (compreso depot) | ?                               | nessuno                                                                                                   |
| Flupentixolo    | 40-55% (orale)                                          | 35 h                                                      | ?                                  | 7 giorni (depot)                                                             | ? | 12-14 L/kg                                    | urine                                                  | orale, IM (compreso depot) | ?                               | nessuno                                                                                                   |
| Iloperidone     | 96%                                                     | ?                                                         | 95%                                | 2-4 h                                                                        | ? | 1340-2800 L                                   | feci (20-22%), urine (45-58%)                          | orale                      | CYP2D6, CYP3A4                  | nessuno                                                                                                   |
| Levomepromazina | ?                                                       | 30 h                                                      | ?                                  | 2-3 h                                                                        | ? | ?                                             | feci, urine                                            | IM, IV                     | ?                               | Metotrimeprazina solfossido                                                                               |
| Loxapina        | ?                                                       | 6-8 h (inalazione), 4-12 h (orale)                        | 96.6%                              | 2 min (inalazione), 2 h (orale), 5 h (IM)                                    | 257 ng/mL (inalazione), 6-13 ng/mL (orale)                                                           | ?                                             | feci, urine (56-70%)                                   | inalazione, orale, IM      | CYP1A2, CYP2D6, CYP3A4          | Amoxapina (antidepressivo triciclico), 7-OH Loxapina, 8-OH Loxapina                                       |
| Lurasidone      | 9-19%                                                   | 18 h                                                      | 99%                                | 1-3 h                                                                        | ? | 6173 L                                        | feci (80%), urine (9%)                                 | orale                      | CYP3A4                          | due metaboliti attivi                                                                                     |
| Melperone       | 65% (orale, compresse), 54% (orale, sciroppo), 87% (IM) | 2.1-6.4 h (orale), 6.6 ± 3.7 h (IM)                       | 50%                                | 1.6-2.4 h (orale, compresse), 1 h (orale, sciroppo)                          | 1132 ± 814 ng/mL (25 mg, orale), 2228-3416 ng/mL (50 mg, orale), 89539 ± 37001 ng/mL (100 mg, orale) | 9.9 ± 3.7 L/kg (10 mg), 7 ± 1.61 L/kg (20 mg) | urine (70% metabolita, 5.5-10.4% farmaco immodificato) | orale, IM                  | ?                               | nessuno                                                                                                   |
| Olanzapina      | 87% (orale)                                             | 30 h                                                      | 93%                                | 6 h (orale), 15-45 min (singola dose per iniezione IM), 7 giorni (depot)     | 4-20.4 mg/mL                                                                                         | 1000 L                                        | feci (30%), urine (57%)                                | orale, IM (compreso depot) | CYP1A2                          | nessuno                                                                                                   |
| Paliperidone    | 28% (orale)                                             | 23 h (orale), 25-49 giorni (IM)                           | 74%                                | 24 h (orale), 13 giorni (IM)                                                 | 8.85-11.7 ng/mL                                                                                      | 390-487 L                                     | feci (11%), urine (80%)                                | orale, IM (compreso depot) | CYP2D6, CYP3A4                  | nessuno                                                                                                   |
| Perfenazina     | ?                                                       | 9-12 h (10-19 h)                                          | ?                                  | 1-3 h; 2-4 h (metabolita)                                                    | 0.984 ng/mL; 0.509 ng/mL (metabolita)                                                                | ?                                             | feci, urine                                            | orale                      | CYP2D6                          | 7-OH Perfenazina                                                                                          |
| Periciazina     | ?                                                       | 12 h                                                      | ?                                  | 2 h                                                                          | 150 ng/mL                                                                                            | ?                                             | urine                                                  | orale                      | ?                               | nessuno                                                                                                   |
| Perospirone     | ?                                                       | 1.9-2.5 h                                                 | 92%                                | 1.5 h                                                                        | 5.7 ng/mL                                                                                            | ?                                             | urine (0.4% farmaco immodificato)                      | orale                      | ?                               | nessuno                                                                                                   |
| Pimozide        | 40-50%                                                  | 55 h                                                      | ?                                  | 6-8 h                                                                        | 4-19 ng/mL (dose dipendente)                                                                         | ?                                             | urine                                                  | orale                      | CYP2D6, CYP3A4                  | nessuno                                                                                                   |
| Proclorperazina | 12.5%                                                   | 6.8-9 h                                                   | ?                                  | ?                                                                            | ? | 12.9-17.7 L/kg                                | urine, bile                                            | orale, IM, IV              | ?                               | DesmetilProclorperazina                                                                                   |
| Quetiapina      | 100%                                                    | 6 h (IR), 7 h (XR); 12 h (metabolita)                     | 83%                                | 1.5 h (IR), 6 h (XR)                                                         | 778 ng/mL (uomini), 879 ng/mL (donne)                                                                | 6-14 L/kg                                     | feci (20%), urine (73%)                                | orale                      | CYP3A4                          | NorQuetiapina (inibitore della ricaptazione della noradrenalina e agonista parziale del recettore 5-HT1A) |
| Risperidone     | 70%                                                     | 3-17 h (24 h)                                             | 90%; 77% (metabolita)              | 3-17 h                                                                       | ? | 1-2 L/kg                                      | feci (14%), urine (70%)                                | orale, IM (compreso depot) | CYP2D6                          | Paliperidone                                                                                              |
| Sertindolo      | ?                                                       | 3 giorni                                                  | 99.5%                              | 10 h                                                                         | ? | 20 L/kg                                       | feci (46-56%), urine (4%)                              | orale                      | CYP2D6                          | nessuno                                                                                                   |
| Sulpiride       | 27 ± 9%                                                 | 8 h                                                       | 40%                                | 3-6 h                                                                        | ? | 2.72 ± 0.66 L/kg                              | feci, urine                                            | orale                      | ?                               | nessuno                                                                                                   |
| Tioridazina     | ?                                                       | 24 h                                                      | 95%                                | ?                                                                            | ? | ?                                             | ?                                                      | orale                      | CYP2D6                          | nessuno                                                                                                   |
| Tiotixene       | ?                                                       | 24 h                                                      | 90%                                | ?                                                                            | ? | ?                                             | ?                                                      | orale                      | CYP1A2                          | nessuno                                                                                                   |
| Trifluoperazina | ?                                                       | 24 h                                                      | ?                                  | ?                                                                            | ? | ?                                             | ?                                                      | orale                      | ?                               | nessuno                                                                                                   |
| Ziprasidone     | 60% (orale), 100% (IM)                                  | 7 h (orale), 2-5 h (IM)                                   | 99%                                | 6-8 h (orale), ≤ 60 min (IM)                                                 | ? | 1.5 L/kg                                      | feci (66%), urine (20%)                                | orale, IM                  | CYP1A2, CYP3A4                  | nessuno                                                                                                   |
| Zotepina        | 7-13%                                                   | 13.7-15.9 h (12 h)                                        | 97%                                | 1-4 h                                                                        | 31-240 ng/mL                                                                                         | 10 L/kg                                       | urine (17%)                                            | orale                      | CYP1A2, CYP3A4                  | NorZotepina (inibitore della ricaptazione della noradrenalina)                                            |
| Zuclopentixolo  | 49%                                                     | 20 h                                                      | 98%                                | 2-12 h                                                                       | ? | 20 L/kg                                       | feci, urine (10%)                                      | orale, IM (compreso depot) | CYP2D6                          | nessuno                                                                                                   |